# Jassidophaga pollinosa
Jassidophaga pollinosa är en tvåvingeart som först beskrevs av Kuznetzov 1993.  Jassidophaga pollinosa ingår i släktet Jassidophaga och familjen ögonflugor. Inga underarter finns listade i Catalogue of Life.